# EZ Aquarii

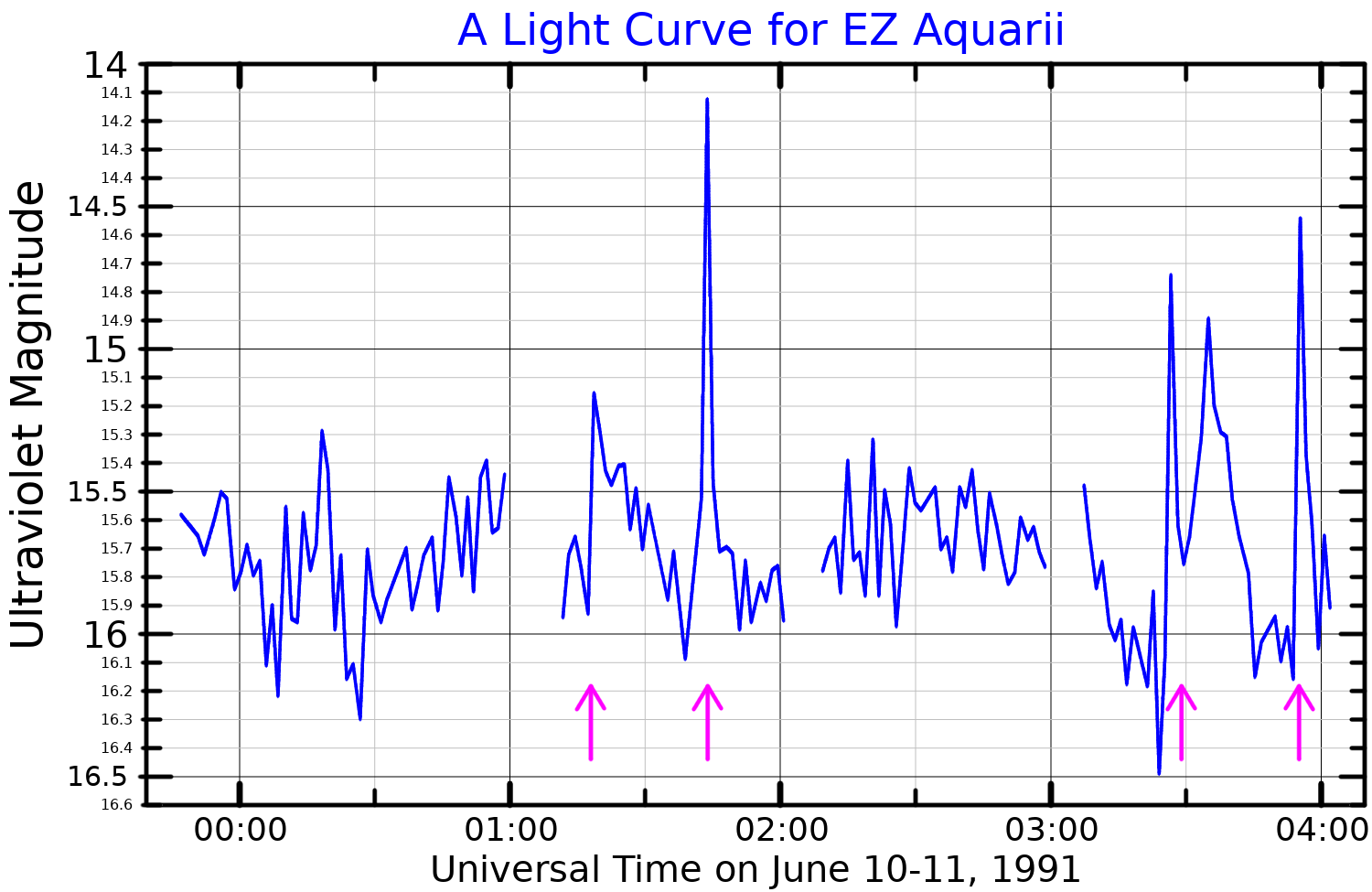
Lichtkromme van EZ Aqr met vier flares

EZ Aquarii (Luyten 789-6, Gliese 866) is een drievoudige dubbelster in het sterrenbeeld Waterman op 11,1 lichtjaar van de zon.